# 국종남
국종남(鞠鍾男 또는 鞠鍾南, 1937년 5월 8일~2024년 1월 7일)은 대한민국의 정치인이다. 제14대 국회의원을 지냈다. 본관은 담양이다. 국쾌남의 동생이다.

## 학력
- 전남광주서중학교
- 광주제일고등학교
- 연세대학교 법학과 학사
- 미국 캔사스 주립 대학교 대학원 행정학 석사

## 경력
- (주)세기상사 대표이사
- 삼성여객 대표이사
- 대일 필림 대표이사
- 대일 텔 대표이사
- 전국 궁도협회 부회장, 서울시협회 회장
- 국씨 서울 종친회 회장
- 민주당 원내 부총무 운영위원
- 미국 패시픽 유니온 대학 명예정치학 박사 취득

## 역대 선거 결과
| 실시년도 | 선거  | 대수 | 직책     | 선거구 | 정당   | 득표수      | 득표율         | 순위        | 당락 | 비고 |
| -------- | ----- | ---- | -------- | ------ | ------ | ----------- | -------------- | ----------- | ---- | ---- |
| 1992년   | 총선  | 14대 | 국회의원 | 전국구 | 민주당 | 6,004,578표 | \| \| 29.2% \| | 전국구 11번 |      | 초선 |
|          | 29.2% |      |          |        |        |             |                |             |      |      |